# Målsjön, Västmanland
Målsjön är en sjö i Norbergs kommun i Västmanland och ingår i Norrströms huvudavrinningsområde. Sjön är 25,1 meter djup, har en yta på 0,741 kvadratkilometer och befinner sig 148,1 meter över havet.

## Delavrinningsområde
Målsjön ingår i det delavrinningsområde (666289-151191) som SMHI kallar för Mynnar i Svartån. Medelhöjden är 162 meter över havet och ytan är 8,55 kvadratkilometer. Det finns inga avrinningsområden uppströms utan avrinningsområdet är högsta punkten. Vattendraget som avvattnar avrinningsområdet har biflödesordning 3, vilket innebär att vattnet flödar genom totalt 3 vattendrag innan det når havet efter 205 kilometer. Avrinningsområdet består mestadels av skog (73 procent). Avrinningsområdet har 0,88 kvadratkilometer vattenytor vilket ger det en sjöprocent på 10,3 procent. Bebyggelsen i området täcker en yta av 0,67 kvadratkilometer eller 8 procent av avrinningsområdet.